# Henryk Krugliński
Henryk Krugliński (ur. 3 kwietnia 1942, zm. 1 września 1996) – polski działacz sportowy.
Henryk Krugliński był zasłużoną postacią lubińskiego sportu. Na początku lat 80. zakładał sekcję piłki ręcznej przy MKS Zagłębie Lubin, a potem przez wiele lat był jej prezesem i kierownikiem. Miał też zasługi w rozwoju lekkoatletyki w Lubinie, był organizatorem wielu imprez sportowych na Dolnym Śląsku. Przyczynił się do rozwoju w latach 80. wyścigu kolarskiego Szlakiem Grodów Piastowskich. Przez 17 lat pełnił funkcję dyrektora Ośrodka Sportu i Rekreacji w Lubinie.
Jego pamięci poświęcony jest turniej piłki ręcznej kobiet, memoriał im. Henryka Kruglińskiego, rozgrywany od 1997 w Lubinie.